# نورث ستار أفسي
نورث ستار الاسم الكامل: (بالإنجليزية: North Star Football Association Inc)‏ هو نادي كرة قدم أسترالي وشارك في الدوري الممتاز البريسباني.